# Famille Kornis
Kornis de Göncruszka (en hongrois : gönczruszkai Kornis) est le patronyme d'une ancienne famille de la noblesse hongroise.

## Origine
La famille remonte à Kornis (Cornis, Cornys) Thobajdi qui, avec ses frères, Bertalan et Antal, reçoivent en 1403 de la part du roi Sigismond la terre de Göncruszka. Pendant le règne du roi Jean Szapolyai, la famille Kornis émigre en Transylvanie où elle acquiert renommée et richesses.

## Membres notables
- Benedek kornis (fl. 1500), prévôt de Lelesz et vicaire de l'évêque de Nagyvárad, il fut accusé de simonie.
- János II Kornis, capitaine du château de Tokaj en 1540. Fidèle de la reine Isabelle.
- Miklós III Kornis, officier, conseiller en pays sicule (1548) aux côtés de Martinuzzi puis (1556) de Péter Petrovics (en).
- Mihály I Kornis, membre de la Diète de Transylvanie (1558, 1560 et 1566), collecteur d'impôts. Il est emprisonné par le prince Jean Sigismond en 1562 pour rébellion.
- Ferenc Kornis, cité en 1609 comme főispán de Udvarhelyszék.
- Gáspár Kornis (hu) (ca. 1555-1601), főispán de Máramaros, capitaine de Huszt et diplomate, il fut notamment l'envoyé du prince Étienne Báthory auprès de l'empereur. Père du suivant.
- Boldizsár Kornis (hu) (ca. 1581-1610), conseiller du prince Sigismond II Rákóczi, grand-capitaine du siège de Három. Propriétaire du château de Radnót.
- baron Gáspár Kornis (hu) (1641-1683), grand-capitaine du siège de Maros
- Ferenc Kornis, főispán de Kolozs (1636). Il est soupçonné par le prince Georges Ier Rákóczi d'être un espion jésuite à la solde de la cour de Vienne.
- István Kornis (†1741), ardent partisan des Habsbourg, főispán de Küküllő (1713) puis de Alsófehér (1718), il devient un véritable conseiller secret, grand-maître de la chambre (főkamarásmester) et officier provincial de Transylvanie où il joue un rôle politique important.
- Zsigmond Kornis (1677-1731), comte (1712), chambellan KuK et conseiller royal réel, chancelier de la Cour (1710) et gouverneur de Transylvanie (1713-1731).
- Ferenc Kornis, főispán de Küküllő (1729).
- Mihály Kornis (1796-1835), administrateur du comté de Kolozs (1829), conseiller du Trésor (1832), membre du conseil d'administration de l'Académie hongroise des sciences (1830).
- Zsigmond III Kornis (1750–1809), főispán de Szolnok-Doboka en 1808.
- comte János Kornis (1881-1840), administrateur de Kővár (1817), vice-président du gouvernement de Transylvanie (1829) puis gouverneur de Transylvanie en 1837.
- Gábor Kornis(1809-1877), commandant KuK.
- Károly Kornis (1841-1893), membre de la Chambre des magnats.
- János Emil Kornis (1843-1917), chambellan KuK, conseiller au ministère l'Intérieur hongrois.
- Károly Kornis (1920-1999), PDG de Generali Versicherungs AG (Vienne).

## Sources
- Iván Nagy: Magyarország családai, Pest, 1857-186
- A Pallas nagy lexikona